# Brigitte Fokuhl
Brigitte Fokuhl, geborene Peters (* 21. Juni 1940 in Lübeck; † 18. April 2024 ebenda) war eine deutsche Autorin, die überwiegend in niederdeutscher Sprache veröffentlichte.

## Leben
Fokuhl wuchs in ihrer Heimatstadt Lübeck auf, wo sie seither auch lebte. Nach der Schulzeit arbeitete sie in der Hansestadt als Sachbearbeiterin. Mit dem Schreiben hauptsächlich plattdeutscher Gedichte und Kurzgeschichten begann sie erst im Alter von 50 Jahren. Seit 1999 erschienen regelmäßig Glossen von ihr in den Lübecker Nachrichten. Mehrere ihrer Geschichten wurden in Büchern des Quickborn- und Wachholtz Verlages veröffentlicht. Sie veranstaltete Autorenlesungen in ganz Schleswig-Holstein, bei denen sie auf Wunsch gemeinsam mit den Zuhörern plattdeutsche Lieder sang und diese selbst auf dem Akkordeon begleitete. Außerdem war sie im Raum Lübeck Mitgestalterin von plattdeutschen kirchlichen Andachten.
Brigitte Fokuhl war verheiratet und hinterließ zwei Kinder.

## Auszeichnungen
Fokuhl nahm mehrfach am plattdeutschen Schreibwettbewerb Vertell doch mal teil, der jährlich vom NDR, Radio Bremen und dem Hamburger Ohnsorg-Theater veranstaltet wird.

## Werke (Auszüge)
- Dat reine Swien – Das Sauberschwein von Jan Mogensen, übersetzt von Brigitte Fokuhl, (Pixi-Buch Nr. 1063 – Serie 125), Carlsen Verlag, Hamburg 2000
- Aufgewachsen in Lübeck in den 40er & 50er Jahren, Wartberg Verlag, Gudensberg 2008, ISBN 978-3-8313-1924-4
- Glück will Tiet hebben. Fruunslüüd vertellt Hrsg. Heike Thode-Scheel, Quickborn-Verlag, Hamburg 2011, ISBN 978-3-87651-287-7
- Plattdeutsch dorch de Jahrestieden, Hrsg. Heike Thode-Scheel, Quickborn-Verlag, Hamburg 2012, ISBN 978-3-87651-371-3
- Geboren 40 – Hol dir das Gefühl zurück!, Wartberg Verlag, Gudensberg 2015, ISBN 978-3-8313-2840-6
- Lübeck – Geschichten und Anekdoten : „Das ist ja gediegen!“, Wartberg Verlag, Gudensberg 2015, ISBN 978-3-8313-2432-3